# Islam in Japan

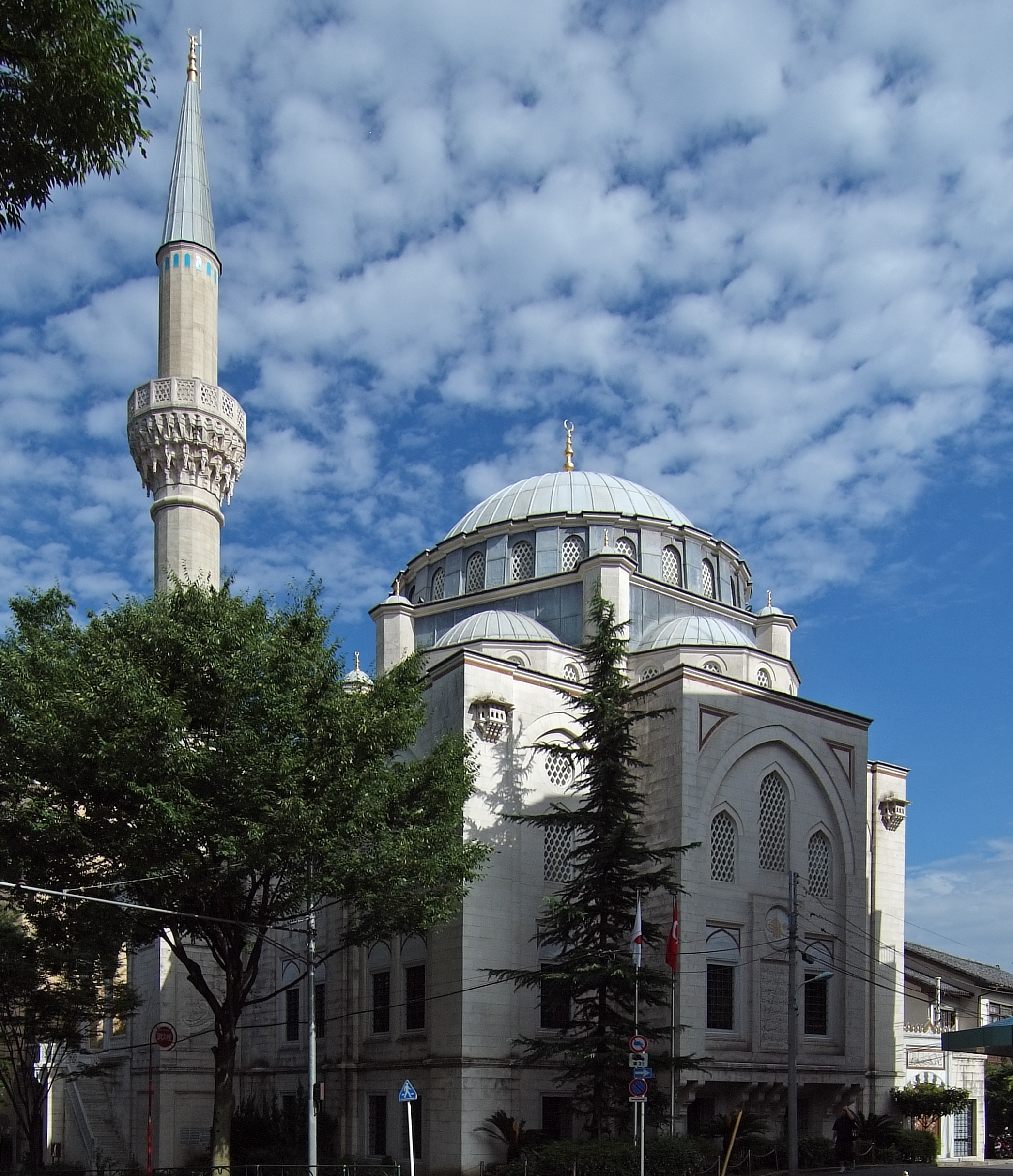
Moschee Tokyo Camii

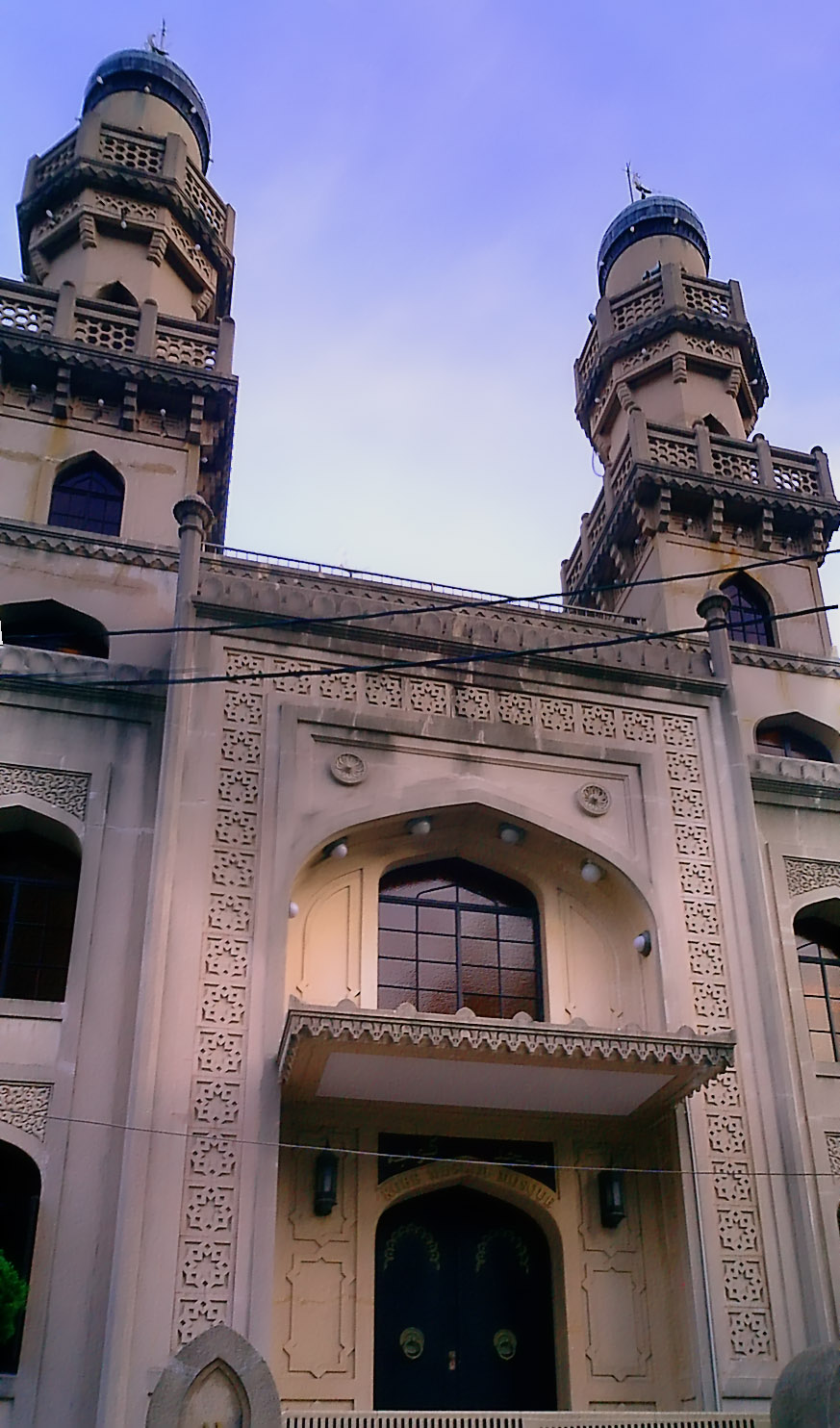
Kōbe-Moschee

Der Islam war bis zur Meiji-Restauration in Japan praktisch unbekannt. Bis heute ist er zumeist auf wenige einheimische Konvertiten und im Land ansässige Ausländer begrenzt geblieben.

## Entwicklung 1904 bis 1953
Infolge des Russisch-Japanischen Krieges (1904/05) kamen in den am Festland unter japanische Verwaltung gelangten Gebieten erstmals eine signifikante Anzahl von Muslimen, meist turk-tatarische Händler und deren Familien, unter japanische Herrschaft. Diese Gruppe vergrößerte sich durch „weiße“ Flüchtlinge als Folge der Oktoberrevolution.
Bereits zu dieser Zeit versuchten japanische Geheimdienstkreise, das nationalistische Potential dieser Gruppen gegen Russland und andere Kolonialmächte (unter dem Begriff kaikyo seisaku – islamistische Politik) zu nutzen. Agitatoren wie Abdurresid Ibrahim, der Ägypter Ahmad Fadzli Beg (1874–?), später der Inder Mouvli Barakatullah (1856–1927), Ayaz İshaki, Kurban Ali († 1972 in sowjetischer Gefangenschaft, in der er sich seit 1945 befand) und der Saudi Tewfik Pasha wurden – oft indirekt über Geheimgesellschaften wie die Kokuryūkai – unterstützt. Der erste japanische Hadji (1910) Yamaoka Kōtarō war Geheimagent, ebenso seine Nachfolger: Nur Tanaka Ippei (1924) und 1934–36: Hadji Yamauchi, Muhammad Abdul Muniam Hosokawa Susumu, Muhammad Abduralis Kori Shozo, Muhammad Nimet Enomoto Momotaro und Saleh Suzuki (als Partisanenführer in Aceh bis 1949) waren keine Geheimagenten.
In der Zeit bis zum Pazifikkrieg bildeten sich in Kōbe und Tokio islamische Gemeinden, deren Angehörige meist aus der turk-tatarischen Kaufmannschaft stammten, die vom japanisch verwalteten Festland eingewandert waren. Infolge der japanischen Groß-Asien-Vision, wurden die muslimischen Führer der Unabhängigkeitsbewegung in Niederländisch-Indien durch die Japaner konkret gefördert. Sie erhofften sich durch die Stärkung des Faktors Religion innerhalb der Unabhängigkeitsbewegung einen starken Widerstand gegen die europäischen Kolonialmächte. Durch eine unabhängige asiatische Handelszone versprach sich Japan mehr Selbstständigkeit gegenüber dem Westen. US-Dokumente aus dem Zweiten Weltkrieg belegen, wie Japan über Jahrzehnte hinweg die Gruppe des Islam als politischen Faktor für ihre eigenen Zielsetzungen radikalisierte.
Bereits 1909 entstand die Initiative in Tokio eine Moschee zu errichten, diese wurde jedoch erst am 12. Mai 1938 (Geburtstag Mohammeds) fertiggestellt, nachdem verschiedene Zaibatsu den Bau finanziert hatten. Am Festland in Harbin, wurde 1937 eine 1922 begonnene Moschee vollendet. 1934 kam es in Kōbe zu einer Konvention in Japan lebender Türken und Tataren. Dabei wurde der Bau einer Moschee (s. Kōbe-Moschee) beschlossen, die 1935 geweiht wurde. Zu dieser Zeit befanden sich etwa 600, meist vor der Sowjetmacht geflohene, tatarische Türken in Japan.
All diese Projekte – wie auch islamistische Zeitschriften (u. a. Yani Yapon Muhbiri; in Mukden Milli Bayrak (1935–45)) – wurden staatlicherseits unterstützt, da der islamische Nationalismus gegen die Sowjetunion genutzt werden sollte. Der 81-jährige Abdurresid Ibrahim wurde 1938 Imam der Tokioter Moschee und Vorstand im Dai Nippon Kaikyō Kyōkai, der offiziellen staatlichen Organisation für den Islam in Japan. Als Imam folgte ihm Abdülhay Kurban Ali (1889–1972).
Der als Kriegsverbrecher der Kategorie A angeklagte Ōkawa Shūmei (aufgrund seiner „Visionen“ als unzurechnungsfähig eingestuft und aus der Haft entlassen) vollendete im Gefängnis eine Übersetzung des Koran ins Japanische.
Die nach dem Krieg in Japan gebliebenen tatarischen Muslime erhielten 1953 die türkische Staatsangehörigkeit, woraufhin viele – ebenso wie ihre in Nordchina verbliebenen Glaubensgenossen – mit Hilfe des Roten Kreuzes nach Australien, USA und in die Türkei auswanderten, wodurch sich die islamische Gemeinde stark verkleinerte.

## Islamwissenschaft in Japan
In den 1930er Jahren kam es auch zur Gründung islamwissenschaftlicher Institute. Zunächst im Februar 1932 Islam Bunka Kenkyūjo (dt. „Institut für Islamische Kultur“). Diese rein akademische Organisation trennte sich in zwei Gruppen: Das 1935 gegründete Islam Gakkai („Islamische Akademie“) und die Islam Bunka Kyōkai (gegr. 1937), in der Regierungsvertreter dominierten. Diese Organisation ging dann 1938 im Dai-Nippon Kaikyō Kyōkai auf. Im selben Jahr gründete Ōkubo Koji (大久 保幸; 1887–1947) mit Unterstützung des Fürsten Tokugawa Iemasa das Kaikyōken Kenkyūjo (回教圏研究所, dt. „Institut der islamischen Welt“). Regierungsseitig folgte dann 1941 noch das Tōa Kenkyūjo (東亜研究所, dt. „Ostasien-Institut“; vollständig: 東亜経済調査局・西北研究所, Tōa keizai chōsa kyoku – seihoku kenkyūjo, dt. „Ostasiatisches Wirtschaftsarchiv, Nordwest-Institut“).
All diese Organisationen gaben Journale heraus, u. a. Islam Bunka, Islam Kaiyō Bunka (Okt. 1937 – Jan. 1939), Kaikyōken (Juli 1938 – Dez. 1944), Kaikyō Jijo (bis Dez. 1941), Shin-Ajia (Aug. 1941-). Viele islamwissenschaftliche Publikationen dieser Zeit sind nur in einer Spezialsammlung der Bibliothek der Waseda-Universität erhalten. Sämtliche genannten Organisationen wurden von der Besatzungsmacht 1945 aufgelöst. Die japanische Islamwissenschaft kam daraufhin für etwa zehn Jahre zum Erliegen. Der erste bedeutende Islamwissenschaftler war Izutsu Toshihiko.

## Entwicklung nach 1953
Ausländische Studenten in den 1960ern gründeten die Muslim Student Association in Japan. Im Vorstand waren der Indonesier Dr. Zuhal, der Türke Muzaffar Uzay, der Pakistani Abdur Rahman Siddiqi, der Araber Salih Mahdi Al Samarrai sowie der japanische Konvertit Ahmad Suzuki.
Im Dezember 1974 kam es zur Gründung des Nihon Isuramu Kyōdan (日本イスラム教団) durch den Arzt Futaki Hideo (二木秀雄, 1908–1992). Direktor war Abe Haruo (安倍治夫, 1920–1998), der auch eine Übersetzung des Korans begann. Das einzige Buch des Vereins hieß Enchūtei nikki (円柱亭日記). Es handelte sich weniger um eine Religionsgemeinschaft als um eine Gruppe, die durch Lobbyarbeit den Islam in der japanischen Gesellschaft salonfähig machen wollte. Man war in den 1980ern durchaus erfolgreich auch dadurch, dass man die Speise- und Glaubensregeln „entschärft“ darstellte und zum Beispiel auf das Alkoholverbot verzichtete. Laut Eigenangaben – in Japan gibt es seit 1947 keine offizielle Statistik zu Religionen mehr – will man in der ersten Hälfte der 1980er bis zu 55000 „Mitglieder“ gehabt haben. Tatsächlich führte Futaki einfach nur alle neuen Patienten, die eine Aufnahmegebühr in seiner Schmerzklinik zahlten und dafür dann gratis behandelt wurden, als solche. Die beiden in Shinjuku und Shibuya eingerichteten Gebetsräume erfreuten sich unter Muslimen, zu einer Zeit als Ende der 1980er eine große Zahl von Schwarzarbeitern aus Bangladesch und dem Iran in Japan lebten, einer gewissen Beliebtheit. Mit nachlassender Gesundheit des Gründers zerfiel die Gruppe um 1990.

Aktiv wirkte man an der kurzlebigen „Partei“ Daisansedaitō (第三世代党) mit, deren Gründung zum Ende des Ramadan 1979 in der muslimischen Welt Beachtung fand. Das politische Programm zielte auf die Unterstützung der Palästinenser hin.
Das Isuramikku Sentā Japan (イスラミックセンタージャパン), mit Sitz im Tokioter Setagaya-ku, ist seit den 1980ern eine von Saudi-Arabien geförderte Organisation.
Die Anzahl der Muslime in Japan nahm erst durch den um 1985 beginnenden Zufluss von Gastarbeitern, meist aus Bangladesch und dem Iran, wieder signifikant zu. Die Anzahl der Konvertiten ist weiterhin gering. Derzeit existieren in Japan rund 90 Moscheen, obwohl die meisten Japaner sich dessen nicht bewusst sind.
Das Gebäude der Tokioter Moschee wurde 1985 abgerissen, um einem türkisch finanziertem Neubau Platz zu machen. Heute sollen etwa 30-40 kleinere Moscheen und etwa 100 islamische Gebetsräume in Japan bestehen. Die von Zuwanderern genutzten Gebetsräume in verschiedenen Landesteilen organisieren sich meist nach Herkunftsländern. So wird z. B. die Shin-Misato-Moschee (新三郷モスク) vor allem von Ägyptern aufgesucht.